# Eumelea assamensis
Eumelea assamensis là một loài bướm đêm trong họ Geometridae.